# Wilaya d'Oran
Pour les articles homonymes, voir Oran.
La wilaya d'Oran (en arabe: ولاية وهران est une subdivision administrative algérienne ayant pour chef-lieu la ville éponyme située au nord-ouest du pays. Elle est peuplée de 1 454 078 habitants en 2008 pour une superficie de 2 114 km2,

## Géographie

### Localisation
La wilaya d'Oran est bordée à l'est par la wilaya de Mostaganem, au sud-est par celle de Mascara, au sud-ouest par celle de Sidi-Bel-Abbès et à l'ouest par celle d'Aïn Témouchent. Son indicatif téléphonique est +213 (0)41.
| Mer Méditerranée         | Mer Méditerranée | Mer Méditerranée     |
| Wilaya d'Aïn Témouchent  | wilaya d'Oran    | Wilaya de Mostaganem |
| Wilaya de Sidi-Bel-Abbès |                  | Wilaya de Mascara    |

## Histoire

### 1962 à 1974
La wilaya est issue de l'ancien département français d'Oran, conservé à l'indépendance et transformé en wilaya par l'ordonnance de 1968. Mais dès 1963, l'arrondissement d'Oran passe de 26 à 11 communes :
Oran, Mers El Kébir (Ain El Turk, Bou-Sfer, El Ançor), Arzew (Saint Léonie, Damesme), Misserghin, Bou-Tlélis, ES-Sénia (Valmy, Sidi Chami), Sainte Barbe du Tlélat (Tafraoui, Mangin), Saint Leu (Port aux Poules), Arcole (Assi Ameur, Assi Ben Okba, Assi Bou Nif), Saint Louis (Legrand, Fleurus), Saint Cloud (Renan, Kléber)

### 1974
Elle acquiert sa forme définitive à l'issue du redécoupage de 1974, quand lui furent détachés les daïras de Sidi Bel-Abbès, Aïn Témouchent et Tlélagh, territoires qui formèrent alors la wilaya de Sidi-Bel-Abbès et les daïras de sig et de Mohammadia qui feraient partie de la wilaya de Mascara.

### 1984
Lors du dernier découpage de 1984, la wilaya repasse de 11 à 26 communes, les anciennes communes d'avant l'indépendance sont recréées sauf celle de Assi Ameur et une nouvelle est créée, celle de Aïn El Kerma.

## Organisation de la wilaya
Depuis le dernier redécoupage administratif de 1984, la wilaya d'Oran est divisée en neuf daïras, sur lesquelles se répartissent 26 communes.

### Walis
Le poste de wali de la wilaya d'Oran a été occupé par plusieurs personnalités politiques nationales depuis l'indépendance en 1962.
| N° | Wali                     | Début              | Fin                |
| -- | ------------------------ | ------------------ | ------------------ |
| 1  | Houari Souiah            | 6 juillet 1962     | 21 septembre 1962  |
| 2  |                          | 1962               | 1963               |
| 3  | Abdelmadjid Méziane      | 1963               | 26 septembre 1963  |
| 4  |                          |                    |                    |
| 5  | Abderrahim Settouti      | 1963               | 1964               |
| 6  |                          |                    |                    |
| 7  | Abdelghani Akbi          | 22 juillet 1965    | 18 août 1970       |
| 8  | Dahou Ould Kablia        | 18 août 1970       |                    |
| 9  | Abdelaziz Madoui         |                    | 31 août 1978       |
| 10 | Bouyoucef Boumahdi       | 1er septembre 1978 |                    |
| 11 | Mohamed Rachid Merazi    | 16 janvier 1982    | 14 juillet 1987    |
| 12 | Baghdadi Laâlaouna       | 14 juillet 1987    | 6 décembre 1988    |
| 13 | Abdelmalek Sellal        | 6 décembre 1988    | 29 juillet 1990    |
| 14 | Abdelkader Benhadjoudja  | 29 juillet 1990    | 21 août 1991       |
| 15 | Ahmed Horri              | 21 août 1991       | 1er septembre 1992 |
| 16 | Belaribi Kadri           | 28 novembre 1992   | 30 juin 1994       |
| 17 | Bachir Frik              | 30 juin 1994       | 12 juillet 1997    |
| 18 | Ali Bedrici              | 12 juillet 1997    | 22 août 1999       |
| 19 | Mostéfa Kouadri Mostéfaï | 22 août 1999       | 17 août 2004       |
| 20 | Abdelkader Zoukh         | 17 août 2004       | 11 août 2005       |
| 21 | Tahar Sekrane            | 11 août 2005       | 30 septembre 2010  |
| 22 | Abdelmalek Boudiaf       | 30 septembre 2010  | 11 septembre 2013  |
| 23 | Abdelghani Zalène        | 24 octobre 2013    | 13 juillet 2017    |
| 24 | Mouloud Chérifi          | 13 juillet 2017    | 17 septembre 2019  |
| 25 | Abdelkader Djellaoui     | 17 septembre 2019  | 31 août 2020       |
| 26 | Messaoud Djari           | 31 août 2020       | 25 août 2021       |
| 27 | Saïd Sayoud              | 25 août 2021       | 18 novembre 2024   |
| 28 | Samir Chibani            | 28 novembre 2024   | en cours           |

### Daïras

Les neuf daïras de la wilaya d'Oran

La wilaya d'Oran compte 9 daïras.
1. Daïra d'Oran ;
2. Daïra d'Aïn-el-Turk ;
3. Daïra d'Arzew ;
4. Daïra de Bethioua ;
5. Daïra d'Es Senia ;
6. Daïra de Bir El Djir ;
7. Daïra de Boutlélis ;
8. Daïra d'Oued Tlelat ;
9. Daïra de Gdyel.

### Communes

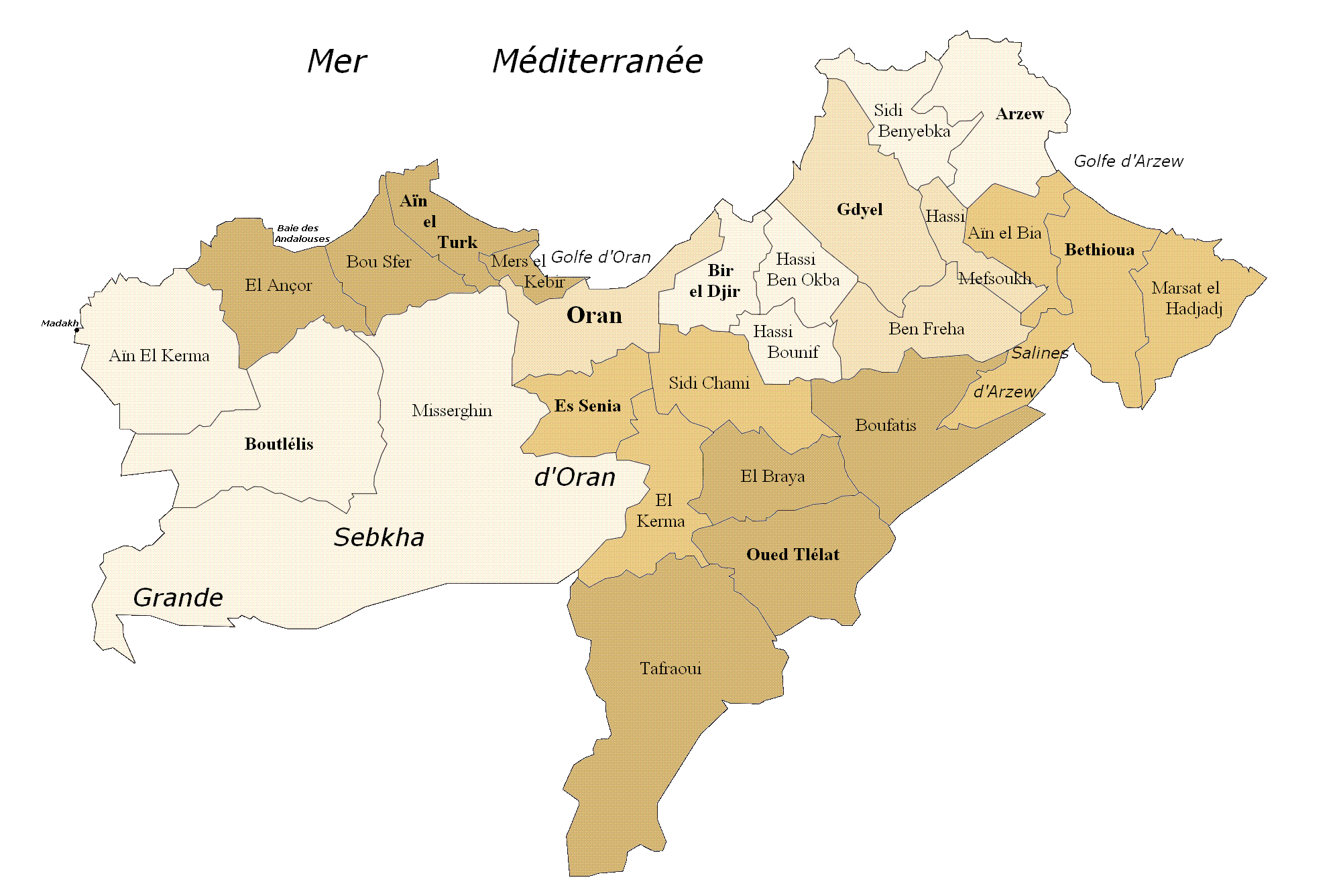
Communes de la wilaya d'Oran

La wilaya d'Oran compte 26 communes.

## Ressources hydriques

### Barrages
Cette wilaya comprend les barrages suivants:
- Barrage de Béni Bahdel.
- Barrage de Sidi Abdelli.

Ces barrages font partie des 65 barrages opérationnels en Algérie alors que 30 autres sont en cours de réalisation en 2015.

## Santé
- Hôpital d'Oran.
- Hôpital de Aïn El Turk.
- Hôpital de Canastel.
- Hôpital de Sidi Chahmi.
- Hôpital anti-cancer d'Oran
- Hôpital ophtalmologique d'Oran
- Hôpital des pins d'Oran.
- Hôpital des amandiers d'Oran.
- Hôpital de point du tour d'Oran.
- Hôpital Nouar Fadila d'Oran.
- Hôpital Akid Othmane de Aïn El Turk.
- Hôpital El Mouhgoun d'Arzew
- Hôpital pédiatrique d'oran
- Hôpital Ferradi Mohamed Benamar Gdyel.

## Population
La population de la wilaya d'Oran est de 1 454 078 habitants selon le recensement de 2008. 6 communes dépassaient alors la barre des 50 000 habitants :
| 1977    | 1987    | 1998      | 2008      | 2021      |
| ------- | ------- | --------- | --------- | --------- |
| 691 660 | 932 473 | 1 213 839 | 1 454 078 | 1 577 556 |

| Commune      | Population | Taux de croissance annuel 2008/1998 |
| ------------ | ---------- | ----------------------------------- |
| Oran         | 609 940    | 0,4 %                               |
| Bir El Djir  | 152 151    | 7,8 %                               |
| Sidi Chami   | 104 498    | 6 %                                 |
| Es Sénia     | 96 928     | 4,2 %                               |
| Arzew        | 70 951     | 0,6 %                               |
| Hassi Bounif | 59 671     | 3,0 %                               |

### Pyramide des âges
La pyramide des âges met en avant une importante population jeune : 42,3% de la population a moins de 20 ans et 62,6% est âgée de moins de 30 ans. Le nombre de nouvelles naissances au 1er janvier 2015 est de 41 230.
La pyramide des âges montre une diminution des naissances à partir de 1993, sans qu'il soit possible de déterminer si la cause en est la guerre civile algérienne, un appauvrissement de la population ou un meilleur contrôle des naissances.
| Hommes | Classe d’âge | Femmes |
| ------ | ------------ | ------ |
| 3 906  | 80 et +      | 5 317  |
| 5 213  | 75-79        | 6 532  |
| 8 188  | 70-74        | 9 138  |
| 13 933 | 65-69        | 14 825 |
| 18 634 | 60-64        | 19 752 |
| 21 816 | 55-59        | 21 410 |
| 23 705 | 50-54        | 24 996 |
| 36 066 | 45-49        | 34 519 |
| 43 507 | 40-44        | 43 503 |
| 52 650 | 35-39        | 52 740 |
| 67 208 | 30-34        | 66 687 |
| 74 470 | 25-29        | 74 446 |
| 82 290 | 20-24        | 81 635 |
| 93 431 | 15-19        | 92 954 |
| 89 154 | 10-14        | 87 144 |
| 81 447 | 5-9          | 78 682 |
| 78 644 | 0-4          | 76 015 |

## Économie
Quelques entreprises basées à Oran :
- Cebon
- Tosyali
- tapidor
- Bia markets
- Hyproc Shipping Company
- maghreb emballage
- rayanox (  production de gaz médicaux et industriels privé)
- groupe berahal
- Afia
- Aom invest